# みやびあきの
みやび あきの（6月21日 - ）は、日本の漫画家、イラストレーター。旧ペンネームは楓菜あきの。女性。福岡県出身。既婚で2児の母。

## 来歴
2003年、投稿したイラストレーションがグランプリを受賞する。2006年（平成18年）から商業活動を開始し、ゲーム『巨商伝』関連の漫画作品やイラストレーションを執筆する。2009年、フルカラーの携帯コミックとして作られたファンタジー作品『ManaStone』が台湾、香港で配信され、2010年9月から国内でも配信開始される。2011年、『まんがタイムきららフォワード』（芳文社）において『はぢがーる』、『ヤングガンガン』（スクウェア・エニックス）において『よん駒!』の連載が開始され、商業誌における本格的な漫画連載を開始している。

## 作品リスト

### 連載
- ManaStone（BookLive『Handyコミック』2010年9月 - 、全7話（未完））
- はぢがーる（芳文社『まんがタイムきららフォワード』2011年6月号 - 2013年11月号[5]、全5巻）
- よん駒!（原作：maa坊、スクウェア・エニックス『ヤングガンガン』2011年17号 - 、全1巻） - 当初読み切り、後に不定期連載。
- 鈴木さんの鈴木くん（原作：maa坊、スクウェア・エニックス『ヤングガンガン』2013年22号 - 2014年23号、全2巻）
- おにまん〜おにとまんじゅう〜（芳文社『まんがタイムきららフォワード』2014年6月号[6] - 2016年3月号、全2巻）
- なでしこドレミソラ（芳文社『まんがタイムきららフォワード』2016年5月号[7] - 2018年12月号、全5巻）
- 珈琲をしづかに（講談社『月刊モーニングtwo』2019年6号[8] - 2021年12号、全5巻）
- 靴の向くまま（講談社『月刊モーニングtwo』2022年9号[9] - 2024年12月12日配信、全5巻）
- 新月の盤に（『月刊アフタヌーン』2025年9月号[10] - ）

### 読み切り
- インスタント・ラブ・スパイス（アスキー・メディアワークス『電撃大王ジェネシス』Vol.4付録「LOVE2GENESIS」）
- もなかとわたあめ（集英社『ウルトラジャンプ』2018年5月号[11]）- Twitterにて後日談も発表。

### イラストレーション
- わたしと男子と思春期妄想の彼女たち（著：やのゆい、2011年 - 2012年、ファミ通文庫） - 全4巻。
- ドキッ★女神の相性うらない（著：章月綾乃、2012年、ポプラ社）

### アンソロジー
- きららランド（2012年8月発売[12]、芳文社）
- 私のお部屋へようこそ!（2013年8月発売[13]、芳文社）
- きらら共和国国会中継!（2014年8月発売[14]、芳文社）
- ラブライブ！サンシャイン!! The School Idol Movie Over the Rainbow Comic Anthology 3年生（2019年1月7日発売、KADOKAWA） - 表紙イラストを担当。
- ラブライブ！サンシャイン!! The School Idol Movie Over the Rainbow Comic Anthology 1年生（2019年1月21日発売、KADOKAWA） - 漫画を担当。
- パルフェ3 おねロリ百合アンソロジー（2019年5月31日発売、一迅社） - 漫画を担当。
- 新婚さんのエッチなところを見ちゃう アンソロジーコミック（2022年3月25日発売、KADOKAWA） - 漫画を担当。
- 課題：属性変更!?（原作：バンダイナムコエンターテインメント、『学園アイドルマスター コミックアンソロジー Side Logic』2024年[15]） - 『学園アイドルマスター』のアンソロジー寄稿作品。
- 追跡！ 手毬（原作：バンダイナムコエンターテインメント、『学園アイドルマスター コミックアンソロジー Side Logic』2024年[15]） - 『学園アイドルマスター』のアンソロジー寄稿作品。

### その他
- 『魔法少女まどか☆マギカ the illustrated book』（2013年1月12日発売[16]、芳文社） - イラスト集、参加[16]
- 『政宗くんのリベンジ』第8巻特装版トリビュートイラスト集（2017年1月27日発売[17]、一迅社）